# Mohamed Sacko
Mohamed Sacko (dopuszczalna także pisownia Mohamed Sakho; ur. 5 sierpnia 1988 w Konakry) – gwinejski piłkarz, występuje na pozycji pomocnika.